# Declaração de visão
Declaração de visão é uma declaração dos objetivos de uma organização, de preferência com base na previsão econômica, destinados a orientar o seu processo interno de tomada de decisão.
Em marketing (ou administração de empresas, em geral), chama-se visão ao sonho (meta) da administração, como ela vê as situações de sobrevivência de sua empresa após a definição dos cenários futuros do mercado e da concorrência.
A visão procura servir de modelo para todos os integrantes e participantes na vida da empresa com o objectivo de atingir a excelência profissional melhorando as capacidades individuais.
Na maior parte das empresas a visão não está redigida a escrito, sendo a imagem dos ideais dos seus superiores, divulgadas através de apresentações públicas ou diálogos. No entanto, a comunicação, seja verbal ou escrita, não chega para que toda a organização seja conhecedora do seu conteúdo. Mais importante que as palavras são as acções no terreno dos líderes e gestores de topo.